# Southern Pacific Transportation Company
De Southern Pacific Transportation Company (reporting mark SP), eerder Southern Pacific Railroad (1865-1885) en de Southern Pacific Company (1885-1969), en meestal gewoon de Southern Pacific genoemd, was een Class I-spoorwegmaatschappij in de Verenigde Staten, die in 1996 is overgenomen door Union Pacific.

## Geschiedenis
De spoorwegmaatschappij werd opgericht in 1865. In 1885 huurde de SP de Central Pacific Railroad (in 1959 fuseerde het bedrijf met de SP). Door overname van diverse bedrijven zoals de Texas and New Orleans Railroad en Morgan Louisiana and Texas Railroad was de SP tegen 1900 uitgegroeid tot een belangrijke spoorwegonderneming.
In 1984 fuseerde de Southern Pacific Company met de Santa Fe Industries, moederbedrijf van de Atchison, Topeka and Santa Fe Railway, om samen de Santa Fe Southern Pacific Corporation te vormen. Toen de Interstate Commerce Commission weigerde om de geplande fusie als de Southern Pacific Santa Fe Railroad (SPSF) goed te keuren werd de naam ingekort tot Santa Fe Pacific Corporation en werd de SP railroad te koop gezet.

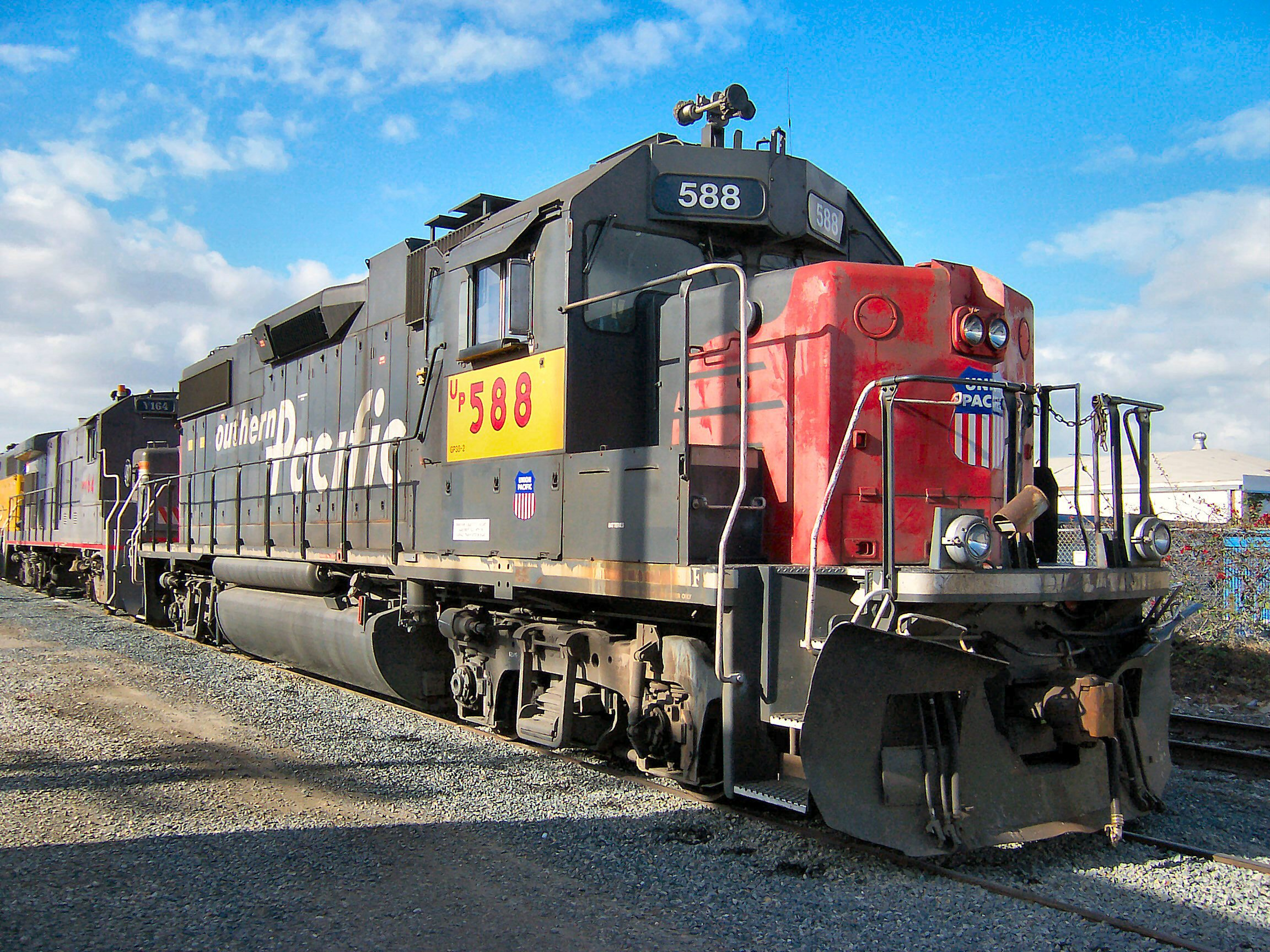
Union Pacific Railroad #588, een EMD GP38-2. Dit is een ex Southern Pacific Railroad unit. Anaheim, California, USA op 6 February 2005.

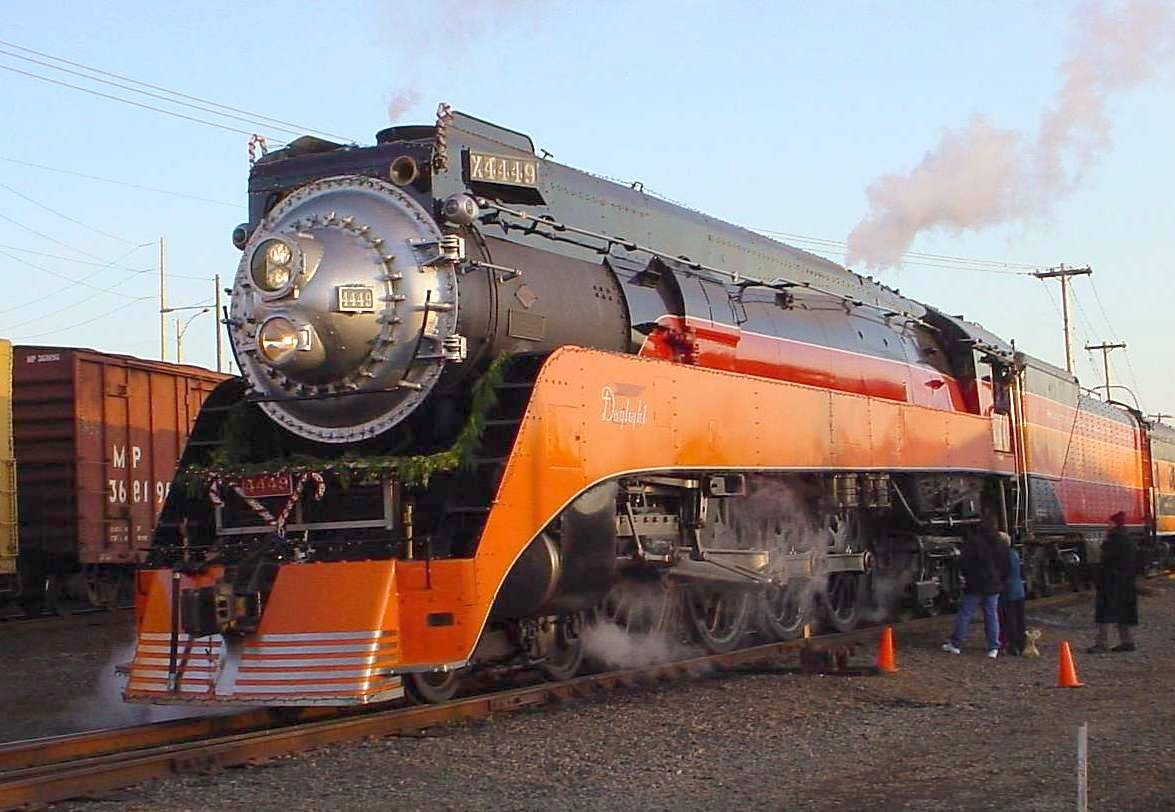
Southern Pacific's 4449, wacht om met de kersttrein te vertrekken, 25 november 2006. fotograaf - Jerry Gaiser

## Wetenswaardigheden
- 8 november 1874: Southern Pacific bereikt Bakersfield, California en begint aan de bouw van de Tehachapi Loop .
- 17 februari 1885: De Southern Pacific en Central Pacific gaan verder onder een holding die Southern Pacific Company wordt genoemd.
- 1906: SP en UP richten samen de Pacific Fruit Express (PFE) refrigerator car line op.
- 1907: De Southern Pacific en de Santa Fe richten de Northwestern Pacific op.
- 1929: Santa Fe verkoopt hun aandeel in de Northwestern Pacific aan de SP. Hiermee is de Northwestern Pacific geheel in het bezit van de SP.
- 1932: De SP krijgt 87% van de Cotton Belt Route in hun bezit.
- 1947: De eerste diesellocomotief komt in dienst bij de SP.
- 1957: De laatste stoomlocomotief in reguliere dienst bij de SP gaat buiten dienst.
- 1967: De eerste treinen rollen via de Palmdale Cutoff over de Cajon Pass.
- 1980: De SP is nu voor 98.34% eigenaar van de Cotton Belt.

## Fusies
Op 9 augustus 1988 keurde de Interstate Commerce Commission de verkoop van de SP aan de Rio Grande Industries (eigenaar van de Denver and Rio Grande Western Railroad) goed. De verkoop werd officieel vanaf 13 oktober 1988. De SP behield haar naam vanwege de naamsbekendheid in de spoorwegindustrie.
Na jaren van financiële problemen werd de SP in 1996 overgenomen door de Union Pacific Railroad.

## Veerdienst
De Central Pacific Railroad (en later Southern Pacific) had een vloot van veerboten in dienst die tussen Oakland en San Francisco voeren. Hiervoor was er in 1870 een grote pier, de Oakland Long Warf in San Francisco gebouwd. In 1930 was de SP de grootste eigenaar van veerboten ter wereld. Men vervoerde 40 miljoen passagiers en 60 miljoen voertuigen per jaar met 43 veerboten. Na de opening van de San Francisco – Oakland Bay Bridge in 1936 liep het vervoer langzamerhand terug, en in 1951 had men nog 6 schepen. De veerdienst bleef nog tot 1958 in gebruik.